# Parapropacris
Parapropacris is een geslacht van rechtvleugeligen uit de familie veldsprinkhanen (Acrididae). De wetenschappelijke naam van dit geslacht is voor het eerst geldig gepubliceerd in 1929 door Ramme.

## Soorten
Het geslacht Parapropacris omvat de volgende soorten:
- Parapropacris ebneri Ramme, 1929
- Parapropacris graueri Sjöstedt, 1929
- Parapropacris notatus Karsch, 1891
- Parapropacris rhodoptera Uvarov, 1923